# Antonio García Gutiérrez
Antonio María de los Dolores García Gutiérrez (Chiclana de la Frontera, 5 de julio de 1813-Madrid, 6 de agosto de 1884) fue un dramaturgo español de corte romántico, escritor y libretista de zarzuela.

## Biografía
Hijo de un modesto artesano, pero con cierto bienestar económico, comenzó a estudiar medicina en la Facultad de Medicina de Cádiz por decisión familiar, sin ningún convencimiento.  Su auténtica vocación era la literaria, que estrenó escribiendo dramas en letra minúscula, para hacerlos pasar por apuntes de clase ante su padre, algo corto de vista.
El período histórico de su crecimiento y formación, el del absolutismo de Fernando VII (1814-1833), influyó y conformó su personalidad y carácter, siempre defensor de la libertad y enemigo de la opresión que se tradujo en sus obras, plenamente enmarcadas en el período romántico. Cuando se cerraron las universidades por mandato de Fernando VII, abandonó definitivamente la carrera, en la que había terminado dos cursos, y marchó andando desde Cádiz a Madrid, travesía que le llevó diecisiete días, en busca de la gloria literaria. 
A su llegada a Madrid coincidió con la muerte de Fernando VII y la proclamación de Isabel II, y el pronto desarrollo del Romanticismo español. Empezó como colaborador de distintas publicaciones. Aprendió francés y se puso a traducir comedias de Eugène Scribe y novelas de Alejandro Dumas, entre otros. Tuvo dificultades, aunque hizo amistad con Larra, Espronceda y Ventura de la Vega. Conoció a Grimaldo, director de los teatros más importantes de Madrid en aquel momento.  Alteró con trabajo periodístico la representación de algunas obras: El vampiro (1934), Batilde (1835) , El cuákero y la cómica (1836)  y La pandilla (1837). Tras las dificultades literarias, se alistó en la convocatoria de Mendizábal para luchar contra el carlismo, durante seis meses de servicio.   

## El trovador
Mientras, se gestaba en 1836 el éxito del drama romántico El trovador, cuyo estreno fue el más aplaudido y aclamado en la historia del teatro español. Fue en el teatro del Príncipe, el 1 de marzo de 1836. Es un drama, escrito en 1835, en prosa y verso, algo deudor del Macías de Larra, y tiene por asunto la venganza de la gitana Azucena, que deja morir al trovador Manrique a manos del Conde de Luna. Salvo ella, todos ignoran que éstos son hermanos, ambos enfrentados políticamente y aspirantes a la mano de Leonor, quien ama verdaderamente a Manrique y termina envenenándose. La pieza, pues, como señaló atinadamente Larra en su crítica de la misma, posee dos acciones estrechamente interconectadas, la derivada de la historia de amor y la relacionada con la venganza. Se halla ambientada en el Aragón del siglo XV y su éxito motivó una refundición en verso (1851) de su propio autor. Mereció además una adaptación operística con el título de Il Trovatore de Giuseppe Verdi, estrenada en 1853, con libreto de Salvatore Cammarano. Fue uno de los dos óperas de Verdi basadas en dos dramas de García Gutiérrez: Il trovatore  (1853) y Simón Bocanegra (1857). 

## Éxito teatral
García Gutiérrez marchó a su ciudad natal, Chiclana de la Frontera y más tarde regresó a Madrid en 1837 con un nuevo drama, El paje, que afianzó su situación. Su siguiente éxito fue Simón Bocanegra (1843), del que también se hizo una adaptación operística de Giuseppe Verdi, Francesco Maria Piave, Giuseppe Montanelli y Arrigo Boito en 1857. Pasó a América en 1844 y residió en Cuba y México. A su vuelta en 1850 todo fueron honores: comendador de la Orden de Carlos III (1856), comisario interventor de la Deuda española en Londres (1855-1856), miembro de la Real Academia Española (1862), cónsul de España en Bayona y Génova (1870-1872), director del Museo Arqueológico Nacional (1872), Cruz de Isabel II. Sus mejores obras de este periodo son las siguientes: la zarzuela El Grumete (1853), el drama histórico La Venganza catalana, estrenado el cuatro de febrero de 1864 y que recrea la muerte del adalid de los almogávares Roger de Flor a manos del emperador bizantino Miguel Paleólogo. La venganza es planeada por su esposa y ejecutada por Berenguer de Roudor; la obra está complicada con tramas amorosas, familiares, raciales y religiosas. Juan Lorenzo (1865) es otro drama histórico ambientado en la Valencia de las germanías en el que el personaje que da título a la obra se levanta contra la nobleza en búsqueda de libertad, pero es traicionado por los suyos y perece. La impresión de sus Obras escogidas (1866) fue costeada por el Gobierno. A su muerte en 1884, el entierro, que él había dispuesto humilde, fue una manifestación de duelo nacional.
Aunque sus Poesías (1840) y su otro volumen de lírica, Luz y tinieblas (1842) no son importantes, es recordado el poema ¡Abajo los Borbones! (1868), compuesto al triunfar la revolución de ese año y que se hizo muy popular. Su labor como poeta no ha sido objeto de un estudio crítico suficiente.

## Estilo

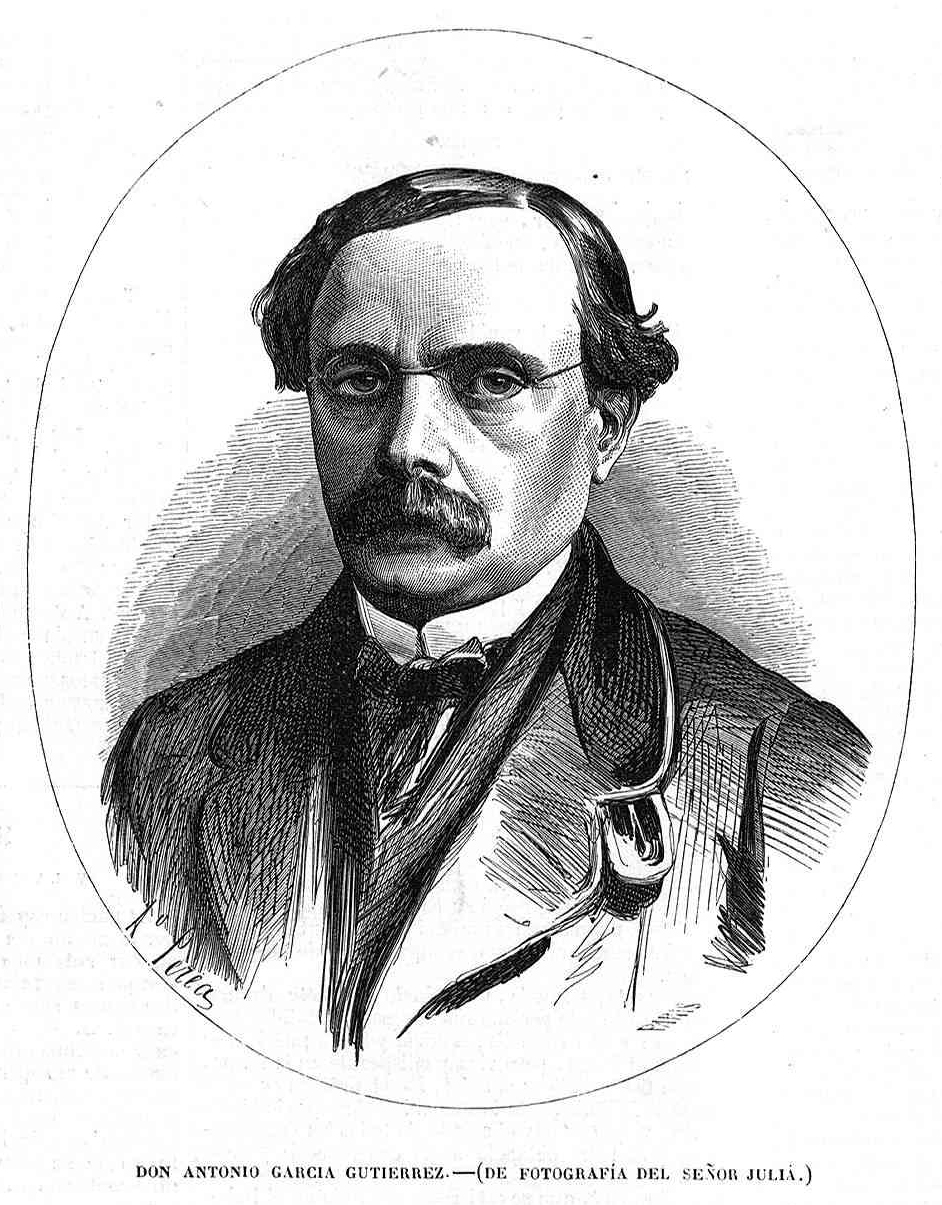
Retrato de Antonio García Gutiérrez, de fotografía de Juliá, dibujo de Perea y grabado de París, en El Museo Universal, 1864.

La versificación es más brillante en sus dramas históricos, y su análisis de las emociones de los personajes femeninos le ha convertido en uno de los dramaturgos canónicos del Romanticismo español. Fue, en todo caso, uno de los más fecundos y respetados, y dejó traslucir su ideología liberal exaltada y sus inquietudes sociales en numerosas ocasiones. El tema de la revolución aparece ya como tema secundario en El rey monje (1839), se amplía más en El encubierto de Valencia (1840), ambientado en la época de las germanías valencianas, y se desarrolla más ampliamente en Simón Bocanegra, donde un antiguo pirata digno y generoso llega al gobierno de la Génova del siglo XIV y ha de enfrentarse con las limitaciones del poder y la imposibilidad de imponer la cordura en medio de un ovillo de egoísmos. La culminación de su análisis de la revolución se realiza en Juan Lorenzo, nuevamente ambientado en las germanías de Valencia y su oposición a Carlos I y donde se contraponen el revolucionario idealista sin intereses personales que da título a la obra y el revolucionario ambicioso y oportunista, lleno de rencores, radical y exaltado en los medios, Guillén Sorolla. Otros dramas históricos son El tesorero del rey, sobre la venganza que ejecuta Pedro I en su ministro judío Samuel ha Leví, Un duelo a muerte, adaptación muy personal de un drama de Gotthold Ephraim Lessing que está ambientada en la Florencia de Cosme II de Médici, Doña Urraca de Castilla, Zaida, Afectos de odio y amor, Las bodas de doña Sancha, El bastardo, El paje, De un apuro otro mayor. 
También escribió dramas de tesis, como Sendas opuestas, donde se trata de probar que el excesivo rigor y la excesiva blandura en la educación de los hijos producen efectos igualmente desastrosos; Los desposorios de Inés ataca el matrimonio forzado; Eclipse parcial ataca el divorcio por sus consecuencias sobre los hijos y las inconveniencias sociales de los cónyuges separados; Un grano de arena, Los millonarios y El caballero de industria reiteran la misma idea: el tramposo termina siendo víctima de su propia trampa, ya se finjan sentimientos, ya situaciones sociales.

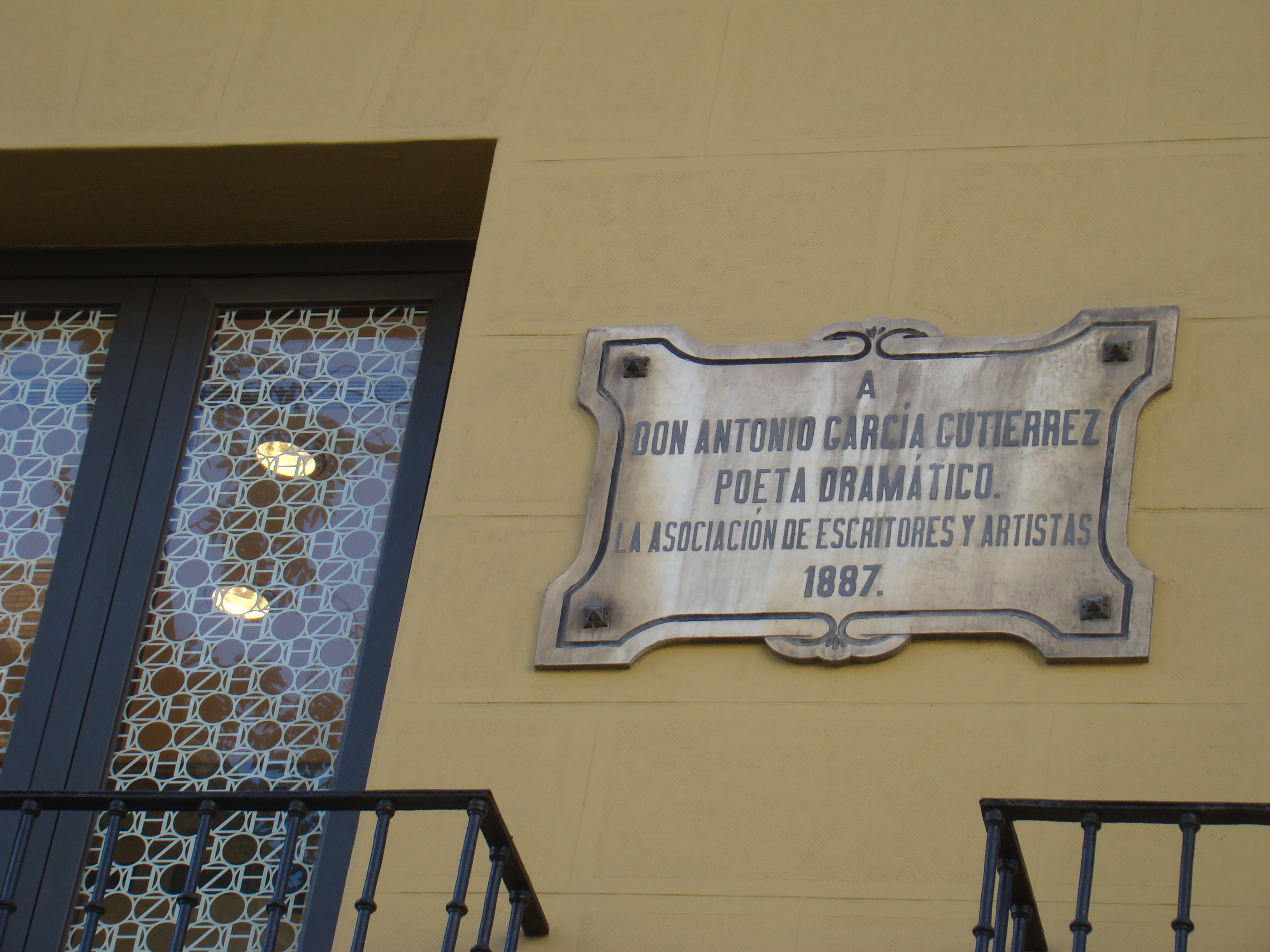
Placa en el n.º 125 de la calle Fuencarral de Madrid, donde falleció en 1884.

Escribió también numerosas comedias, la mejor de las cuales es Crisálida y mariposa (1872), una comedia de enredo sobre el despertar de un muchacho al amor, y numerosas zarzuelas, como El robo de las Sabinas, La tabernera de Londres, La espada de Bernardo, El grumete, El capitán negrero, Cegar por ver, Galán de noche y las mejores de todas, La cacería real, ambientada en la época de Felipe V y donde un labrador da lecciones de patriotismo al mismo monarca, y Llamada y tropa, con un fondo de pensiones y estudiantes salmantinos y donde una muchacha cita a la misma hora a sus cuatro pretendientes para escoger uno y termina perdiéndolos a todos. También destaca su sainete picaresco "Los hijos del Tío Tronera", escrito imitando el habla andaluza. Entre los melodramas pueden destacarse: Nobleza obliga, Empeños de una venganza, Gabriel y Magdalena, sobre el tema de la mujer seducida y abandonada.
El escritor Eusebio Blasco escribió una semblanza sobre él en Mis contemporáneos. Semblanzas varias (1886):

Al oírnos hablar de D. Antonio á todas horas en el saloncillo del teatro de la Comedia, decía un forastero: —¿Por qué se ocupan todos ustedes tanto de Cánovas? — No, no es Cánovas nuestro ilustre amigo, nuestro padre común, por todos los autores dramáticos venerado. Le llamamos como al jefe del Gobierno; pero, sépalo usted, el hombre que ocupa todas nuestras conversaciones es D. Antonio García Gutiérrez. Para nosotros, los que vivimos de telón adentro, este venerable anciano es, antes que el autor y el poeta, el ilustre amigo á quien salimos á recibir á la puerta del escenario, y á quien llevamos del brazo al sillón de junto á la concha, cuando puede ir á ver los ensayos de sus comedias. — Don Antonio, ¿le parece á usted bien así? — dice la actriz. — ¡Qué hermosos versos, D. Antonio! —le dice un poeta. — ¡Pero este D. Antonio, parece que tiene quince años! — exclama un compañero suyo en la Academia. Y D.  Antonio, con sus cabellos blancos, su sombrero un poco echado hacia atrás, sus gafas azules, su gabán largo y las manos en los bolsillos, temeroso como un principiante, y cariñoso con todo el mundo, parece, allí en el escenario, el abuelo de aquella familia de artistas y de poetas. Ni le hay más modesto ni más afable. Nadie que le ha hablado una vez dejará de quererle y aunque valiera menos se le querría lo mismo; tal es la atracción que ejerce sobre sus semejantes [...] Para el público de Madrid es ya un autor legendario. Es siempre el autor de El Trovador y del Rey Monje, de Venganza Catalana y de Crisálida y Mariposa. En sus dramas no suele haber grandes tiradas de versos, ni décimas preparadas para hacer efecto, ni nada de lo que constituye el métier de los perros viejos del teatro; pero con sólo abrir un manuscrito, y sin conocer su letra, se adivinaría que era suyo por las finezas del estilo. Solo él sabe decir aquello de: Cuando lejos de ella esté / veré si olvidarla puedo... / Pero ¡ay señor! tengo miedo / de que no la olvidaré...

En 2013, su ciudad natal celebró el Bicentenario de su nacimiento con diversos actos y premios.

## Obras
- Obras escogidas, Madrid: Impr. Rivadeneyra, 1866.
- Obras Escogidas, Cádiz, 1984

### Poemas
- Poesías de D. Antonio García Gutiérrez, Madrid : impr. de Boix, 1840 .
- Luz y tinieblas. Poesías sagradas y profanas, Madrid, Boix, 1842.
- El duende de Valladolid. Romances. Mérida de Yucatán, 1846.
- Al Rey de España Amadeo I: oda [S.l.] : [s.n.] (Madrid: Imp. de los señores Rojas, 1871)
- Poesías; selección y prólogo de Joaquín de Entrambasaguas, Madrid: Real Academia española, 1947 y Madrid: Impr. de Aldus S. A., 1947

### Comedias
- Peor es urgallo
- Un baile en casa de Abrantes, Madrid, Repullés, 1834
- El caballero de industria : comedia original en tres actos y en verso, Don Antonio García Gutiérrez, Madrid : Impr. de Don Vicente de Lalama, 1841.
- Afectos de odio y amor
- Una noche de emociones
- De un apuro otro mayor
- Crisálida y mariposa, 1840.
- El caballero leal, Madrid, Repullés, 1841, reestrenada en 1874 como El buen caballero.
- Dos a dos
- Los millonarios. Madrid : Imprenta a cargo de C. González, 1851
- La bondad sin la experiencia
- Eclipse parcial
- Los hijos del tío Tronera, 1846 (parodia de su propia obra El trovador). Madrid, Imprenta de Vicente de Lalama, 1850. Hay ed. moderna de Alhambra, 1979
- Las cañas se vuelven lanzas
- Sendas opuestas
- Nobleza obliga, 1872.
- Doña Urraca de Castilla: comedia en tres actos y en verso, 1872.
- Una criolla: comedia en tres actos y en verso, 1877.
- Un cuento de niños, Madrid, Rodríguez, 1877.
- Un grano de arena, Madrid, Rodríguez, 1880.
- El sitio de Bilbao, apropósito.
- Un ayo para el niño, juguete lírico en un acto manuscrito tomado de la farsa inglesa de Mr. Simpson titulada Without Incumbrances.

### Zarzuelas
- Los alcaldes de Valladolid, 1844.
- La vuelta del corsario
- La mujer valerosa, 1845.
- El grumete, 1853.
- La espada de Bernardo, 1853.
- Azón Visconti
- La cacería real, 1854.
- El robo  de las Sabinas, 1861.
- Dos coronas, Madrid, 1861.
- El duende de Palacio: zarzuela en dos actos, manuscrita, 1862?
- Galán de noche, Madrid, 1862.
- Cegar para ver
- Llamada y tropa, 1861.
- La taberna de Londres.
- El capitán negrero, 1865.
- Un día de reinado, zarzuela manuscrita  ¿1854?
- Jonás Segundo: zarzuela en tres actos manuscrita ¿1863?

### Dramas románticos
- El trovador: drama caballeresco en cinco jornadas, en prosa y verso, Madrid, Repullés, 1836; la versión en prosa y verso es de 1846. Durante el siglo XIX se realizaron veinte ediciones, diez en Madrid, cinco en Zaragoza y una en Salamanca, Campeche (México), México, Montevideo y Leipzig. Las dos más importantes, tras la príncipe, son Madrid, Ocaña, 1851, 1.ª ed. de la versión en verso, y Madrid, Rivadeneyra, 1866, Obras escogidas, de Juan Eugenio Hartzenbusch; en el siglo XX destacan Adolfo Bonilla y Sanmartín, Madrid, Clásicos de la Literatura Española, 1916; H. Davis y F. Tamayo, Colorado, Apex, 1916; P. Rogers, Boston, Ginn, 1925; H. Vaughan y M. de Vitis, Boston, Heath, 1930; José Hesse, Madrid, Aguilar, 1964; A. R. Fernández González, Salamanca, Anaya, 1965; Juan Alcina Franch, en Teatro romántico, Barcelona, Bruguera, 1968; Alberto Blecua, con pról. y notas de Joaquín Casalduero, Barcelona, Labor, 1972; A. Rodríguez, Zaragoza, Ebro, 1972; Jean-Louis Picoche, Madrid, Alhambra, 1972; Antonio Rey Hazas, Barcelona, Plaza y Janés, 1984, y C. Ruiz Silva, Madrid, Cátedra, 1985.
- Magdalena Madrid, Repullés, 1837.
- El paje, Madrid, Sancha, 1837. Hay ed. introd. y notas de Carmen Iranzo, Valencia: Albatros, 1992.
- El bastardo, Madrid, Imprenta de los Hijos de Catalina Piñuela, 1838.
- El rey monje, Madrid, Yenes, 1839. Hay ed. introd. y notas de Carmen Iranzo, Valencia: Albatros, 1992.
- Samuel, Madrid, Repullés, 1839.
- El Encubierto de Valencia, Madrid : impr. de Yenes, 1840.
- Selim, hijo de Bayaceto
- "Fingal", fantasía dramática publicada al final de sus Poesías (1840); hay ed. moderna de Madrid, Aldus, 1947.
- Los desposorios de Inés Madrid, Albert, 1840.
- Zaida, Madrid, Repullés, 1841.
- El premio del vencedor, Madrid, Yenes, 1842.
- Simón Bocanegra, 1843.
- Las bodas de doña Sancha, 1843.
- Los alcaldes de Valladolid, Mérida de Yucatán, Castillo, 1844.
- La mujer valerosa, Mérida de Yucatán, Castillo, 1844.
- El secreto del ahorcado, Mérida de Yucatán, Castillo, 1846.
- El duende de Valladolid. Tradición yucateca, Mérida de Yucatán, Castillo y Cía., 1846.
- El tesorero del rey: drama en cuatro actos, 1850.
- Empeños de una venganza
- Gabriel
- Un duelo a muerte, 1860.
- Venganza catalana : drama en cuatro actos, Antonio García Gutiérrez, 9.ª ed., Madrid : Impr.J.Rodríguez, 1864. Ediciones posteriores: Venganza catalana; Juan Lorenzo, Madrid : Ed. de La Lectura, 1925; Venganza catalana; Juan Lorenzo, Madrid : Espasa-Calpe, 1941 y 1958.
- Juan Lorenzo, 1865.
- Con Isidoro Gil y Baus, Juan de Suavia, drama en cuatro actos y en prosa, México : Imp. y Lit. de J. Rivera, Hijo y Comp., 1879.
- Con José Zorrilla, El bastardo Juan Dandolo
- Con Eduardo y Eusebio Asquerino, El tejedor de Játiva y El tesorero del rey, Madrid, 1850
- La mejor corona, drama en tres actos y en verso manuscrito

### Otras obras
- "La poesía vulgar castellana, discurso de ingreso en la Real Academia Española", en Discursos leídos ante la Real Academia Española en la recepción pública del Sr. D. Antonio García Gutiérrez, el día 11 de mayo de 1862, Madrid, Real Academia Española, 1862.
- "El cazador" y "El memorialista", artículos de costumbres publicados en Los españoles pintados por sí mismos, Madrid, 1843-1844.
- Noticia histórico descriptiva del museo arqueológico nacional, publicada siendo director del mismo el excmo. señor Don Antonio García Gutiérrez, Madrid: T. Fortanet, 1876.

### Traducciones
- Eugène Scribe, El vampiro (1834)
- Eugène Scribe, Batilde (1835)
- Eugène Scribe, El cuákero y la cómica (1836)
- Eugène Scribe, La pandilla (1837).
- Alejandro Dumas, Calígula: drama en cinco actos precedido de un prólogo, Madrid: Impr. de Yenes, 1839.[7]
- Alejandro Dumas, Margarita de Borgoña
- Alejandro Dumas, Don Juan de Manara